# Sphaeromatidae
Sphaeromatidae — родина рівноногих раків (Isopoda).

## Роди
Родина містить такі роди:
- Afrocerceis(інші мови) Müller, 1995
- Agostodina(інші мови) Bruce, 1994
- Amphoroidea(інші мови) H. Milne-Edwards, 1840
- Amphoroidella(інші мови) Baker, 1908
- Apemosphaera(інші мови) Bruce, 1994
- Artopoles(інші мови) Barnard, 1920
- Austrasphaera(інші мови) Bruce, 2003
- Beatricesphaera(інші мови) Wetzer & Bruce, 1999
- Benthosphaera(інші мови) Bruce, 1994
- Bilistra(інші мови) Sket & Bruce, 2004
- Botryias(інші мови) Richardson, 1910
- Bregmotypta(інші мови) Bruce, 1994
- Caecocassidias(інші мови) Kussakin, 1967
- Caecosphaeroma(інші мови) Dollfus, 1896
- Calcipila(інші мови) Harrison & Holdich, 1984
- Campecopea(інші мови) Leach, 1814
- Cassidias(інші мови) Richardson, 1906
- Cassidina(інші мови) H. Milne-Edwards, 1840
- Cassidinella(інші мови) Whitelegge, 1901
- Cassidinidea(інші мови) Hansen, 1905
- Cassidinopsis(інші мови) Hansen, 1905
- Ceratocephalus(інші мови) Woodward, 1877
- Cerceis(інші мови) H. Milne-Edwards, 1840
- Cercosphaera(інші мови) Bruce, 1994
- Chitonopsis(інші мови) Whitelegge, 1902
- Chitonosphaera(інші мови) Kussakin & Malyutina, 1993
- Cilicaea(інші мови) Leach, 1818
- Cilicaeopsis(інші мови) Hansen, 1905
- Cliamenella(інші мови) Kussakin & Malyutina, 1987
- Cymodetta(інші мови) Bowman & Kuhne, 1974
- Cymodoce(інші мови) Leach, 1814
- Cymodocella(інші мови) Pfeffer, 1887
- Cymodopsis(інші мови) Baker, 1926
- Diclidocellla(інші мови) Bruce, 1995
- Discerceis(інші мови) Richardson, 1905
- Discidina(інші мови) Bruce, 1994
- Dynamene(інші мови) Leach, 1814
- Dynamenella(інші мови) Hansen, 1905
- Dynameniscus(інші мови) Richardson, 1905
- Dynamenoides(інші мови) Hurley & Jansen, 1977
- Dynamenopsis(інші мови) Baker, 1908
- Dynoides(інші мови) Barnard, 1914
- Eterocerceis(інші мови) Messana, 1990
- Exocerceis(інші мови) Baker, 1926
- Exosphaeroides(інші мови) Holdich & Harrison, 1983
- Exosphaeroma Stebbing, 1900
- Geocerceis(інші мови) Menzies & Glynn, 1968
- Gnorimosphaeroma(інші мови) Menzies, 1954
- Harrieta(інші мови) Kensley, 1987
- Haswellia(інші мови) Miers, 1884
- Hemisphaeroma(інші мови) Hansen, 1905
- Heterodina(інші мови) Schotte & Kensley, 2005
- Holotelson(інші мови) Richardson, 1909
- Ischyromene(інші мови) Racovitza, 1908
- Isocladus(інші мови) Miers, 1876
- Juletta(інші мови) Bruce, 1993
- Koremasphaera(інші мови) Bruce, 2003
- Kranosphaera(інші мови) Bruce, 1992
- Lekanesphaera Verhoeff, 1943
- Leptosphaeroma(інші мови) Hilgendorf, 1885
- Makarasphaera(інші мови) Bruce, 2005
- Margueritta(інші мови) Bruce, 1993
- Maricoccus(інші мови) Poore, 1994
- Monolistra(інші мови) Gerstaecker, 1856
- Moruloidea(інші мови) Baker, 1908
- Naesicopea(інші мови) Stebbing, 1893
- Neonaesa(інші мови) Harrison & Holdich, 1982
- Neosphaeroma(інші мови) Baker, 1926
- Oxinasphaera(інші мови) Bruce, 1997
- Paracassidina(інші мови) Baker, 1911
- Paracassidinopsis(інші мови) Nobili, 1906
- Paracerceis(інші мови) Hansen, 1905
- Paracilicaea(інші мови) Stebbing, 1910
- Paradella(інші мови) Harrison & Holdich, 1982
- Paraimene(інші мови) Javed & Ahmed, 1988
- Paraleptosphaeroma(інші мови) Buss & Iverson, 1981
- Parasphaeroma(інші мови) Stebbing, 1902
- Parisocladus(інші мови) Barnard, 1914
- Pedinura(інші мови) Bruce, 2003
- Pistorius(інші мови) Harrison & Holdich, 1982
- Platycerceis(інші мови) Baker, 1926
- Platynympha(інші мови) Harrison, 1984
- Platysphaera(інші мови) Holdich & Harrison, 1981
- Pooredoce(інші мови) Bruce, 2009
- Pseudocerceis(інші мови) Harrison & Holdich, 1982
- Pseudosphaeroma(інші мови) Chilton, 1909
- Ptyosphaera(інші мови) Holdich & Harrison, 1983
- Scutuloidea(інші мови) Chilton, 1883
- Sphaeramene(інші мови) Barnard, 1914
- Sphaeroma Latreille, 1802
- Sphaeromopsis(інші мови) Holdich & Jones, 1973
- Stathmos(інші мови) Barnard, 1940
- Striella(інші мови) Glynn, 1968
- Syncassidina(інші мови) Baker, 1928
- Thermosphaeroma(інші мови) Cole & Bane, 1978
- Tholozodium(інші мови) Eleftheriou, Holdich & Harrison, 1980
- Waiteolana(інші мови) Baker, 1926
- Xynosphaera(інші мови) Bruce, 1994
- Zuzara(інші мови) Leach, 1818